# Dzierzno (gmina)
Dzierzno (od 1940 de facto Świedziebnia) – dawna gmina wiejska istniejąca de facto do 1940 roku, de jure do 1954 roku. Nazwa gminy pochodzi od wsi Dzierzno, lecz siedzibą gminy była Świedziebnia.
W okresie międzywojennym gmina Dzierzno należała do powiatu rypińskiego w woj. warszawskim. 1 kwietnia 1938 roku gminę wraz z całym powiatem rypińskim przeniesiono do woj. pomorskiego.
24 października 1940 gminę Dzierzno zniesiono, przekształcając ją w gminę Świedziebnia (Schwetheim); Równocześnie gromady Dzierzno i Szynkowizna włączono do sąsiedniej gminy Osiek (Lindenschanz).
Po wojnie, dekretem PKWN z 21 sierpnia 1944 o trybie powołania władz administracji ogólnej I i II instancji, uchylono wszelki zmiany w podziale administracyjnym państwa wprowadzone przez okupanta (art. 11). Jednak zmiany w podziale administracyjnym powiatu rypińskiego wprowadzone podczas wojny utrzymywały się w praktyce także po wojnie. 
Było to praktykowane do tego stopnia, że Wojewoda Pomorski wydał 22 kwietnia 1950 specjalne ogłoszenie informujące o powróceniu do stanu administracyjnego z 1 września 1939, podkreślając szczególnie, że „gromady Szynkowizna i Dzierzno należą do gminy wiejskiej Dzierzno a nie do gminy wiejskiej Osiek". Tak więc przedwojenna gmina Dzierzno funkcjonowała de iure także po wojnie, choć w praktyce nadal stosowano zarówno nazewnictwo jak i skład gmin wprowadzony przez okupanta. Na przykład, GUS-owski oficjalny Wykaz Gromad Polskiej Rzeczypospolitej Ludowej według stanu z dnia 1.VII 1952 r. dalej wylicza gminę Świedziebnia w miejsce gminy Dzierzno, a gromady Dzierzno i Szynkowizna nadal zalicza do gminy Osiek. Podobnie było nawet w wydawnictwach wojewódzkich, np. w Dzienniku Urzędowym Wojewódzkiej Rady Narodowej w Bydgoszczy z 1954 w opisie gmin i gromad podlegających transformacji w związku z reformą administracyjną państwa. Brak konsensusu trwał do jesieni 1954, kiedy to formalnie zniesiono gminy wiejskie w miejsce gromad.
Dopiero gmina utworzona w 1973 roku nazywa się formalnie Świedziebnia.